# Barbadians al Regne Unit
Els barbadians britànics (en anglès barbadian british o, col·loquialment, bajan british) són els ciutadans i residents del Regne Unit i que són plenament o parcialment originaris de l'illa del Carib, Barbados.

## Població
Segons el cens del 2001 hi ha unes 22.000 persones nascudes a Barbados que viuen al Regne Unit. Aquests representen el 8% dels caribenys en aquest estat europeu. El 2001, Barbados era el segon lloc més comú de naixement en el carib per als britànics i el 47è de totes les nacions. No es coneix quants britànics tenen ascendents de Barbados, tot i que els caribenys negres són un grup oficial dels censos britànics. Dels 565.900 afrocaribenys que hi havia al Regne Unit el 2001 (750.000 el 2008), menys de 250.000 havien nascut al Carib.

## Llista de notables barbadians al Regne Unit
- John Archer, Polític i activista racial
- Richard Blackwood, Actor i comediant de TV
- Dennis Bovell, guitarrista de reggea i productor musical
- Emmerson Boyce, Futbolista
- Ashley Cole, Futbolista. Actualment del Chelsea FC.
- Des'ree, cantant de pop i soul
- Joe Fortes, Navegant i figura llegendària de la història de Vancouver
- Michael Gilkes, Futbolista
- Ainsley Harriott, Chef famós.
- George Harris, Actor de cinema, televisió, ràdio i musicals
- Jimmy Senya Haynes, membre de la banda Steel Pulse i un dels dos barbadians que han guanyat el Grammy
- Alison Hinds, artista de soca
- Paul Ifill, Futbolista
- Chris Jordan, Jugador de cricket
- Dean Leacock, Futbolista del Derby County
- Shaznay Lewis, cantant de la banda All Saints
- Mark McCammon, Futbolista del Gillingham
- Julian Marley, Músic de reggae i fill de Bob Marley
- Zeeteah Massiah, cantant del grup musical Arizona
- Ms. Dynamite, cantant de rap, hip-hop i R&B. Guanyador del premi Mercury
- Oliver Skeete, Actor i showman
- Anthony Straker, Futbolista
- Tegan Summer, Actor, productor i guionista
- Walter Tull, primer negre jugador de la primera divisió de futbol anglesa i primer negre oficial d'infanteria de l'Exèrcit britànic.
- Wilfred Wood, primer bisbe negre de l'església d'Anglaterra i llistat com a segon a la llista dels 100 Negres britànics.
- Michael X, Revolucionari negre i activista per als drets civils
- Gary Younge, Periodista i autor

## Galeria

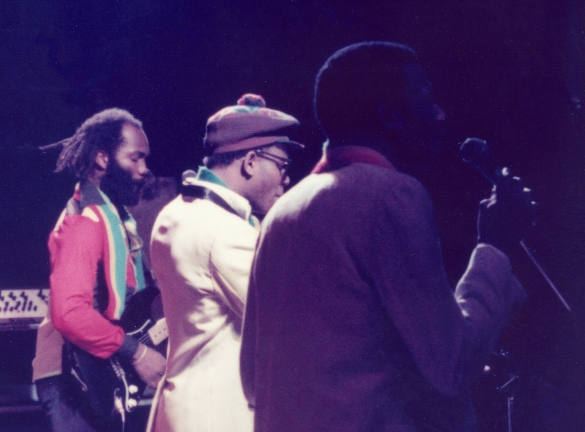
Dennis Bovell
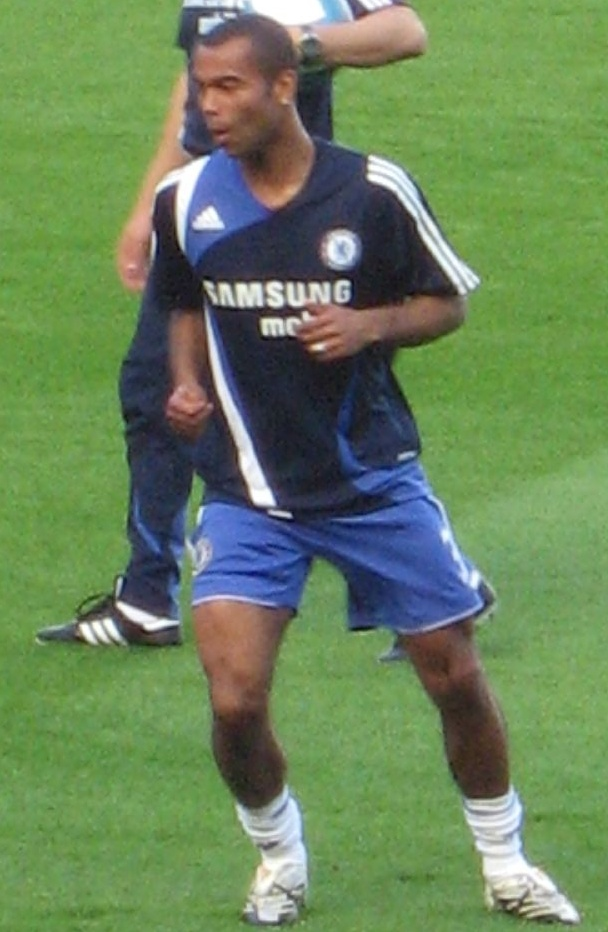
Ashley Cole
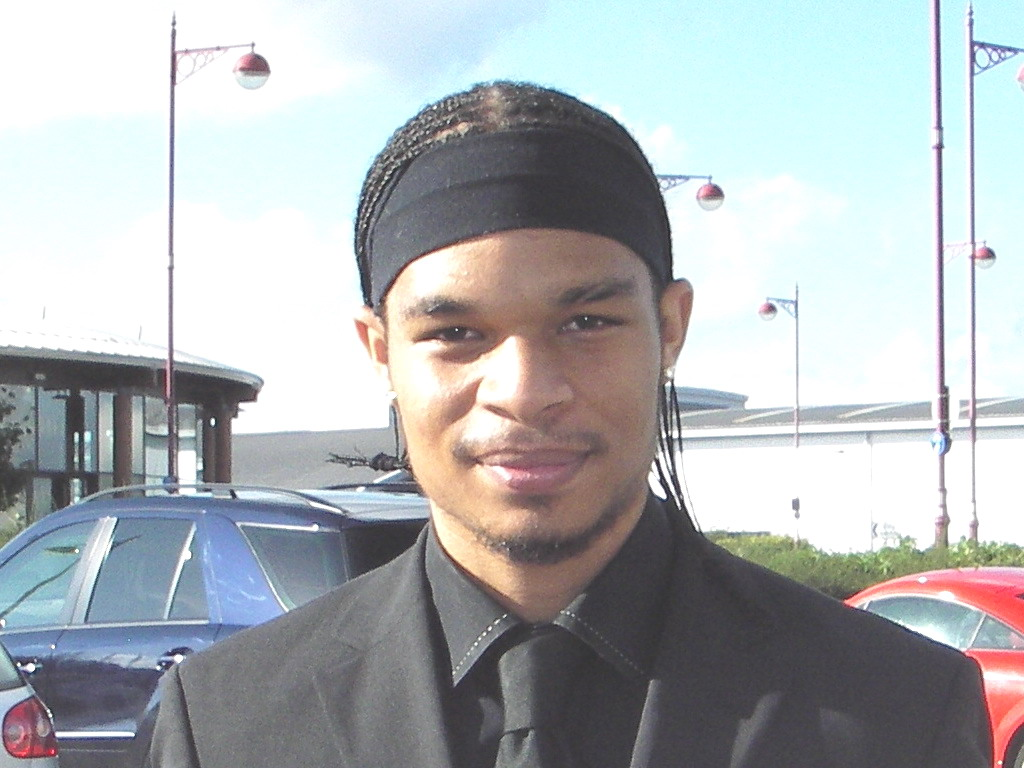
Dean Leacock
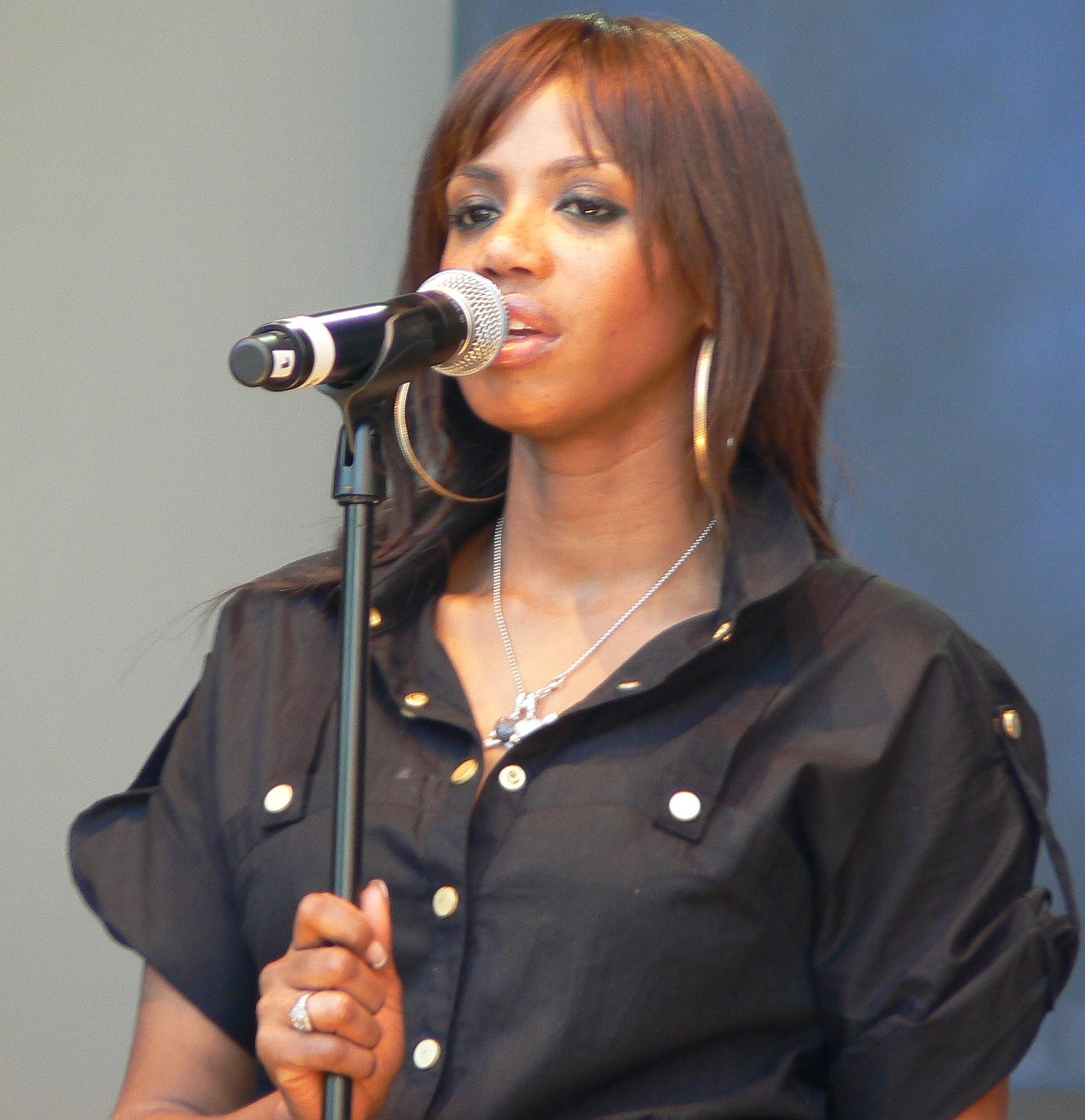
Shaznay Lewis
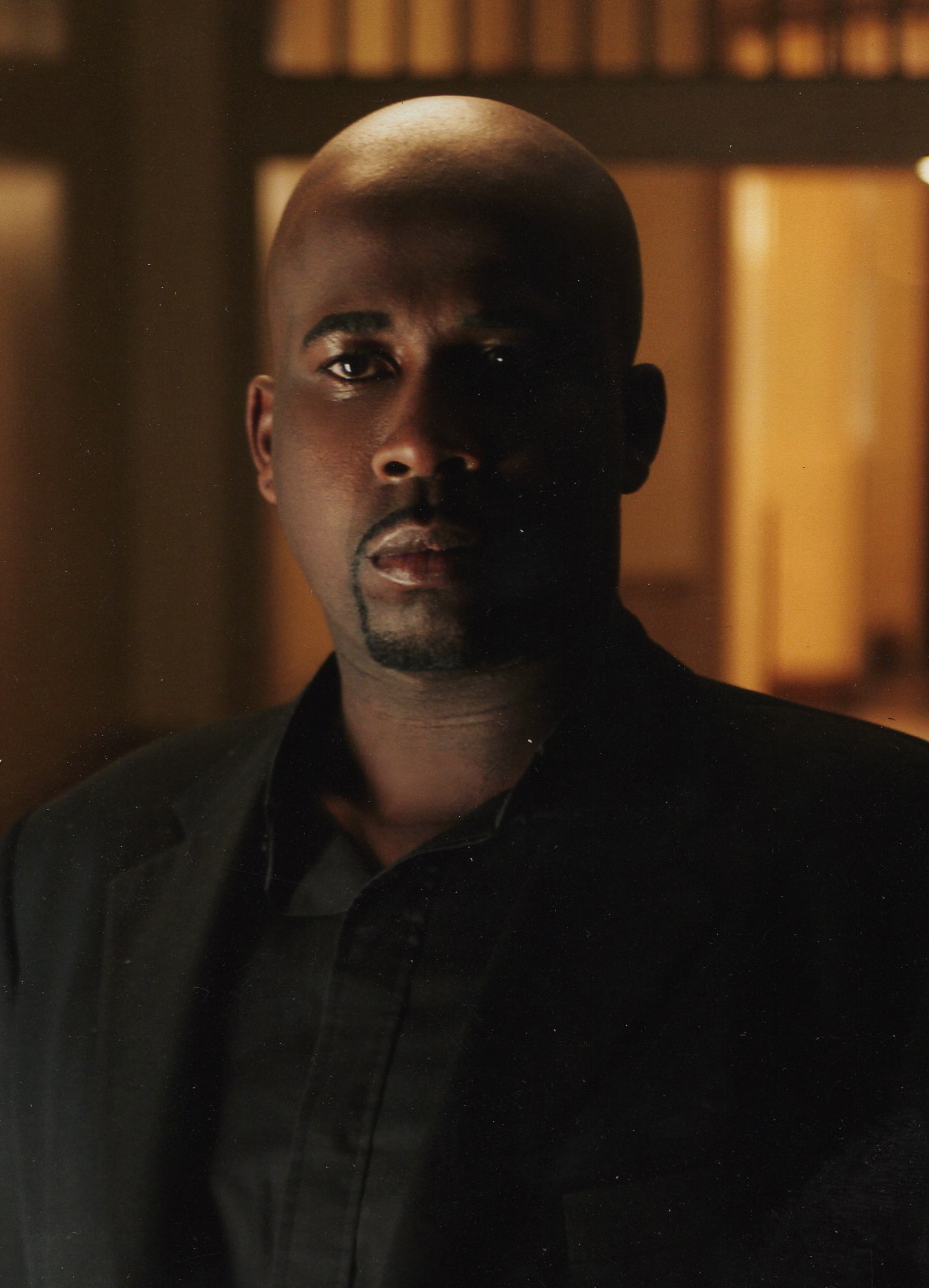
Tegan Summer